# Tommy the Clown
Tommy the Clown (właśc. Thomas Johnson) – amerykański tancerz hip-hopowy, twórca clowningu, a także rzecznik gubernatora Kalifornii.

## Clowning
Clowning, Clown dance – powstał jako manifestacja ruchu czarnego tańca. W 1992 r. Tommy zaczął łączyć różne, unikalne elementy taneczne i stworzył unikatowy, pociągający, powszechny styl, który miał mu pomóc w promocji jego własnej kariery klauna wynajmowanego na zabawy dla dzieci.
Tommy już w młodości miał problemy z prawem, m.in. dlatego, że mieszkał w miejscu opanowanym przez gangi. Uważał taniec za pozytywne ujście. Po wyjściu z więzienia i wielu niepozytywnym przeżyciom postanowił się on poprawić i robić coś dobrego.
Wierzył, że człowiek może uniknąć wciągnięcia do gangu lub przemocy związanej z byciem w nim poprzez zaangażowanie w taniec. By rozwijać, Clowning łączył ze sobą lokalne elementy czarnego tańca: „G dance” czy „Gangsta(er) boogie” oraz niektóre z elementów stripper dancing, czyli erotycznego tańca striptizerek. Clowning także zawiera pewne elementy jamajskiego tańca, również czerpie ruchy z poppingu oraz innych stylów tańca hip-hopowego.

### Malowanie twarzy
Wiąże się z Clowningiem, robią to tancerze. Wynika to bezpośrednio z pochodzenia tego stylu i stosowane jest podczas pokazów Tommy'ego The Clowna. Stosując ten styl tańca by ulepszać występ i reklamować swój biznes, Tommy zyskiwał złą sławę w okolicy, ale z czasem znaczna liczba okolicznej młodzieży zainteresowała się jego tańcem, co umożliwiło mu zająć się tylko i wyłącznie nauczaniem ich nowego stylu. Zyskiwał wielu naśladowców, którzy byli przezywani hip-hopowymi klaunami („the the hiphop clowns”}. Występował publicznie ze swoimi najlepszymi ze swoich tancerzy. Po paru latach był w stanie otworzyć szkółkę tańca/akademię w południowo centralnym Los Angeles. Ten podziemny ruch szybko rozprzestrzenił się poza południowo centralny Los Angeles i zajął resztę Kalifornii i dalej. Obecnie istnieje istnieją tysiące grup tańczących Clownów. Z czasem wyewoluowała z niego o wiele agresywniejsza forma tańca – krumping. Są organizowane walki oraz spotkania tancerzy.